# Sif Mons
Sif Mons es un volcán en escudo situado en Eistla Regio en el planeta Venus. Tiene un diámetro de 300 kilómetros (190 mi) y una altura de 2,0 kilómetros (1,2 mi). Lleva el nombre de la diosa nórdica Sif.